# Fernand du Chêne de Vère
Fernando du Chêne de Vère (... – 16 aprile 1943) è stato un imprenditore e mecenate francese naturalizzato italiano, pioniere della pubblicità sui mezzi pubblici.
Nato Fernand, è il fondatore della F. du Chêne & C., la prima società a portare la pubblicità sui mezzi di trasporto pubblico in Italia, nata nel 1886.

## Tra pubblicità autofilotranviaria e mecenatismo
Francese trapiantato a Milano, nel 1888, a 27 anni di distanza dalla costituzione della “Società Anonima degli Omnibus per la città di Milano” (S.A.O.), la prima società di trasporto pubblico in Italia, du Chêne de Vère, con la sua ditta F. du Chêne & C., firma con essa un accordo per l'installazione di cartelli pubblicitari all'esterno delle vetture; nasce così la pubblicità autofilotranviaria in Italia.
A Milano e provincia cominciano quindi ad apparire le prime vetture tranviarie dotate di cartelloni pubblicitari, i quali vengono montati sui tetti delle vetture. Pochi anni più tardi, dal 1894, comincia a diffondersi anche la pubblicità interna alle vetture, con l'utilizzo di vetrofanie colorate e insegne su corrimano e soffitti.
Fernando du Chêne de Vère è anche un committente e collezionista d'arte, nonché mecenate per artisti, come il milanese Romano Valori e soprattutto per il romano Antonio Mancini, ospitato per anni nella sua villa laziale di Frascati.
Intorno agli anni ‘30 la società pubblicitaria cambia denominazione in S.A. Pubblicità Tranviaria, e si espande oltre il territorio milanese.
Morto il fondatore, il figlio Attila trasforma la ditta in I.G.P. - Impresa Generale Pubblicità e punta ad ulteriori innovazioni, tra cui l'introduzione di messaggi pubblicitari vocali tramite le maniglie solitamente utilizzate per ascoltare musica (1952), e i cartelloni pubblicitari temporanei ai lati esterni delle vetture.